# Friedrich Robert Faehlmann
Friedrich Robert Faehlmann, né le 31 décembre 1798 à Ao et mort le 22 avril 1850 à Tartu) est un philologue estonien, médecin et cofondateur de la Société Savante Estonienne (et) à l'Université de Dorpat.

## Biographie
Faehlmann est le fils d'un paysan pauvre estonien.
Grâce à l'aide du propriétaire foncier de Payküll-Hackeweid il effectue des études de médecine de 1818 à 1827 à Tartu dans laquelle il exerce par la suite.
Il s'intéresse aux récits et légendes de sa région, une passion qui deviendra par la suite sa principale occupation.
En 1842 il devient lecteur en langue estonienne à l'université de Tartu.
Sa principale contribution est la collecte des principaux contes du folklore estonien qui seront, après sa mort en 1850, rassemblés par Friedrich Reinhold Kreutzwald pour former l'épopée nationale estonienne  le Kalevipoeg  (le fils de Kalev) publiée à Tartu entre 1857 et 1861.
Parmi les autres travaux de Faehlmann figurent notamment plusieurs essais en allemand sur la langue estonienne comme « Essais d'organisation de la conjugaison des verbes estoniens » (Tartu 1843), « Au sujet de la déclinaison des noms estoniens » (Tartu 1844).
Le bulletin de la société savante, publié à compter de 1840, contient également un grand nombre d'articles de Faehlmann.

## Publications
- These de doctorat en médecine  Observationes inflammationum occultiorum (1827)
- Versuch einer neuen Anordnung der Conjunctionen in der estnischen Sprache (1842)
- Ueber die Declination der estnischen Nomina (1844)
- Die Ruhrepidemie in Dorpat im Herbst 1846 (1846)
- Verhandlungen der Gelehrten estnischen Gesellschaft (1852)